# Cantheschenia grandisquamis
Cantheschenia grandisquamis är en fiskart som beskrevs av Lee Milo Hutchins 1977. Cantheschenia grandisquamis ingår i släktet Cantheschenia och familjen filfiskar. Inga underarter finns listade.